# 黃律堯
黃律堯（Wong Lut Yiu ，1994年9月24日—），生於香港，香港籃球運動員，司職控球後衛，現時效力香港甲一籃球聯賽球隊福建。

## 籃球生涯
黃律堯生於香港，中學就讀文理書院，及後升讀香港理工大學，最喜愛的籃球員是基斯保羅，於2014年參與品牌主辦的活動「打出名堂」在亞洲芸芸籃兒中獲選為最有價值球員之一，並分別到上海及西班牙接受訓練，獲球星勒邦占士和高比拜仁親自指點，那時開始籃球界亦開始關注他的舉動，其後他於同年11月獲得甲一聯賽球隊晉龍招手，離開甲二升班馬東方，到2015年重返全港首支職業籃球隊東方，惟剛升班的東方招兵買馬，有多名香港籃球代表隊成員下，黃律堯獲出場的時間亦不如從前。於2016年，他決定轉會南青，惟球隊的風氣不太積極，而他與教練也磨合不宜，最終他上陣時間較少。很快就轉會到遊協，及後在2018年獲得南華賞識，與梁兆華及蔡再懃再成為隊友。

## 國際賽生涯
在2014年11月，黃律堯代表香港籃球代表隊出戰亞洲大學男子籃球錦標賽，更歷史性為香港贏得季軍。2017年8月，黃律堯代表香港大專籃球隊出戰夏季世界大學生運動會，最終香港總成績排第22名。

## 家庭生活
以往家人從未親身觀看黃律堯打籃球，只怕他會受傷，但經過《打出名堂》的活動後，彼此了解多了，黃媽媽現在成了兒子的忠實球迷，經常抽空到場觀賽，如今與家人的關係也比以前好多了